# Oliver Hart
Oliver Simon D'Arcy Hart (Londen, 9 oktober 1948) is een Brits-Amerikaans econoom.
In 2016 kreeg hij samen met Bengt Holmström de Prijs van de Zweedse Rijksbank voor economie voor hun bijdrage aan de contracttheorie. Hij is verbonden aan Harvard University.
1969: Frisch, Tinbergen ·
1970 : Samuelson ·
1971: Kuznets ·
1972: Hicks, Arrow ·
1973: Leontief ·
1974: Myrdal, Hayek ·
1975: Kantorovitsj, Koopmans ·
1976: Friedman ·
1977: Ohlin, Meade ·
1978: Simon ·
1979: Schultz, Lewis ·
1980: Klein ·
1981: Tobin ·
1982: Stigler ·
1983: Debreu ·
1984: Stone ·
1985: Modigliani ·
1986: Buchanan ·
1987: Solow ·
1988: Allais ·
1989: Haavelmo ·
1990: Markowitz, Miller, Sharpe ·
1991: Coase ·
1992: Becker ·
1993: Fogel, North ·
1994: Harsanyi, Nash, Selten ·
1995: Lucas ·
1996: Mirrlees, Vickrey ·
1997: Merton, Scholes ·
1998: Sen ·
1999: Mundell ·
2000: Heckman, McFadden ·
2001: Akerlof, Spence, Stiglitz ·
2002: Kahneman, Smith ·
2003: Engle, Granger ·
2004: Kydland, Prescott ·
2005: Aumann, Schelling ·
2006: Phelps ·
2007: Hurwicz, Maskin, Myerson ·
2008: Krugman ·
2009: Ostrom, Williamson ·
2010: Diamond, Mortensen, Pissarides ·
2011: Sims, Sargent ·
2012: Roth, Shapley  ·
2013: Fama, Hansen, Shiller  ·
2014: Tirole  ·
2015: Deaton  ·
2016: Hart, Holmström ·
2017: Thaler ·
2018: Nordhaus, Romer ·
2019: Banerjee, Duflo, Kremer ·
2020: Milgrom, Wilson ·
2021: Imbens, Angrist, Card ·
2022: Bernanke, Diamond, Dybvig ·
2023: Goldin ·
2024: Acemoglu, Johnson, Robinson
- Bibsys: 90865020
- Bibliothèque nationale de France: cb12487096b (data)
- CiNii: DA08783229
- Gemeinsame Normdatei: 124080243
- International Standard Name Identifier: 0000 0001 1638 1694
- Library of Congress Control Number: n84233966
- Nationale Bibliotheek van Letland: 000010315
- Mathematics Genealogy Project: 207616
- Bibliotheek van het Japanse parlement: 01215034
- Nationale Bibliotheek van Tsjechië: mub2012688151
- Nationale Bibliotheek van Israël: 987007430818705171
- Nederlandse Thesaurus van Auteursnamen: 075246627
- SNAC: w6nh8gjw
- Système universitaire de documentation: 034078339
- Virtual International Authority File: 49326856
- WorldCat: E39PBJyt37tmyGK4YYFvCQFh73